# Мартинова
Марти́нова (рос. Мартынова) — присілок у складі Пишминського міського округу Свердловської області.
Населення — 336 осіб (2010, 383 у 2002).
Національний склад станом на 2002 рік: росіяни — 89 %.